# 825 Wołgo-Tatarski Batalion Piechoty
825 Wołgo-Tatarski Batalion Piechoty (tat. 825-nçe İdel-tatar cäyäwle ğäskär batalyonı/825-нче Идел-татар җәяүле гаскәр батальоны, niem. Wolgatartarisches Infanterie-Bataillon 825, ros. 825-й Волжско-татарский пехотный батальон) – oddział wojskowy Wehrmachtu złożony z Tatarów nadwołżańskich i przedstawicieli innych tureckojęzycznych narodów Powołża podczas II wojny światowej.
Batalion został sformowany w październiku/listopadzie 1942 r. w Jedlni w Generalnym Gubernatorstwie. Liczył ok. 900 żołnierzy. Składał się ze sztabu, kompanii sztabowej i czterech kompanii piechoty. Dowodził nim mjr Zeck. Wchodził formalnie w skład Legionu Tatarów nadwołżańskich. W poł. lutego 1943 r. oddział skierowano na okupowaną Białoruś. Stacjonował w większości we wsi Graliewo na lewym brzegu Dźwiny w rejonie Witebska. Niemcy planowali jego udział w końcowym etapie operacji antypartyzanckiej "Kugelblitz". Wśród legionistów istniała jednak antyniemiecka grupa konspiracyjna, która - po nawiązaniu kontaktu z partyzantami - doprowadziła w nocy 22/23 lutego tego roku do ucieczki do lasu 500-600 żołnierzy z bronią w ręku. Partyzantom przekazano 3 działka ppanc. 45 mm, 4 średnie moździerze, 6 ciężkich karabinów maszynowych i 22 ręcznych karabinów maszynowych. Odbyło się to pomimo tego, że Niemcy zdążyli się dowiedzieć o buncie i aresztować jego przywódców Grigorija Wołkowa (Żukowa), Raszida Tadżijewa i Rachimowa. Pozostali legioniści zostali rozdzieleni pomiędzy inne oddziały wojskowe. Według Georga Tessina resztę 825 Wołgo-Tatarskiego Batalionu Piechoty przeniesiono (nie wiadomo, kiedy) na Pomorze, gdzie podporządkowano niemieckiej 3 Armii Pancernej.